# Cantó de Saint-Lô-Est
El cantó de Saint-Lô-Est és un cantó francès del departament de la Manche, situat al districte de Saint-Lô. Té 5 municipis i el cap es Saint-Lô.

## Municipis
- La Barre-de-Semilly
- Baudre
- La Luzerne
- Saint-Lô
- Sainte-Suzanne-sur-Vire

## Història
| Data d'elecció                           | Identitat        | Partit             | Qualitat |
| ---------------------------------------- | ---------------- | ------------------ | -------- |
| 1982-1988                                | René Lebrun      | UDF                |          |
| 1988-2001                                | Michel Levilly   | PS                 |          |
| 2001-2007                                | Michel Lelandais | UDF, després MoDem |          |
| 2007-2008                                | Claude Ginard    | Divers droite      |          |
| 2008-                                    | Christine Le Coz | PS                 |          |
| les dades anteriors no són pas conegudes |                  |                    |          |
|                                          |                  |                    |          |